# Sergentomyia sonyae
Sergentomyia sonyae är en tvåvingeart som beskrevs av Lewis 1982. Sergentomyia sonyae ingår i släktet Sergentomyia och familjen fjärilsmyggor.
Artens utbredningsområde är Oman. Inga underarter finns listade i Catalogue of Life.